# Deux Mi-temps en enfer
Pour plus de détails, voir Fiche technique et Distribution.
Deux Mi-temps en enfer (titre original : Két félidő a pokolban) est un film hongrois réalisé par Zoltán Fábri en 1961. Le film est inspiré d'un fait réel connu comme le match de la mort, dont l'histoire est transposée en Hongrie. Le film a inspiré à son tour À nous la victoire de John Huston (1981).

## Fiche technique
- Titre  : Deux Mi-temps en enfer
- Titre original : Két félidő a pokolban
- Réalisation : Zoltán Fábri
- Scénario : Péter Bacsó
- Photographie : Ferenc Szécsényi
- Direction artistique : Ferenc Kopp
- Compositeur : Ferenc Farkas
- Montage : Ferencné Szécsényi,	Mária Mészáros
- Décors  : József Romvári
- Costumes : Lajosné Békési
- Maquillage : Károly Hadai
- Chef décorateur : Zoltán Fábri
- Caméra : Imre Bursi
- Ensemblier : Tilda Gáti
- Son : György Pintér
- Assistant(s) réalisateur : Sándor Köõ, György Sívó
- Studio : Hunnia Filmgyár
- Durée : 120 minutes
- Pays : Hongrie
- Format : Mono - 35 mm - 1.37 : 1 - noir et blanc
- Sortie : 2 novembre 1961
- Genre : Film dramatique

## Distribution
- Imre Sinkovits : Ónódi
- Dezső Garas : Steiner
- Gyula Benkő : Sztepan
- István Velenczei : Ferenczi
- József Szendrõ : Sergent Rápity
- János Görbe : Eberhardt
- Tibor Molnár : Rácz
- János Makláry : Sergent Holup
- Siegfried Brachfeld : Capitaine Heilig
- János Rajz : Lipták
- László Márkus : Pogány
- János Koltai : Géza
- Sándor Suka : Koczina
- Zoltán Gera : Tankó Sándor
- András Komlós : Balogh
- Tamás Végvári : Pál Tankó
- István Egri : Hollander
- Bertalan Solti : Agárdi
- László Misoga : Siska
- Noémi Apor : Cica
- Emil Fenyő : Ezredes
- Károly Bángyörgyi : Lieutenant Zalán
- József Horváth : Szabó
- Béla Kollár
- Gerald Laboch
- Gyula Koltai
- József Ross
- Sándor Szemere
- György Szoó